# LaVeyův satanismus

Hlava kozla ve formě pentagramu tzv. Bafomet

LaVeyův satanismus je filosofie (resp. životní postoj) vzniklá v šedesátých letech 20. století. Vychází ze Satanské Bible Američana Antona LaVeye, jenž se inspiroval zvláště německým filozofem Friedrichem Nietzschem (myšlenka nihilismu) a anglickým okultistou Aleisterem Crowleyem (magické rituály) a založil Církev Satanovu. Na rozdíl od tzv. teistického satanismu, který je Církví Satanovou odmítán jako křesťanská hereze, neuctívá LaVeyův satanismus bytost jménem Satan, ale používá toto jméno jako symbol pro niterné lidské touhy. V současnosti se jedná o nejrozšířenější větev náboženských směrů souhrnně označovaných jako satanismus.

## Myšlenky a ideje
V LaVeyových textech je jasně patrné odmítnutí křesťanství a podpora požitkářského způsobu života. LaVeyův Satanismus ovšem nehlásá nenávist, krvavé oběti, ani jiné zločiny obvykle spojované se slovem Satanismus. LaVeyova filosofie klade jako středobod všeho člověka a jeho (sebe)uspokojení. Člověka uznává jako boha v tom smyslu, že každý je bůh sám pro sebe a sám sobě rozkazuje a ovládá svůj život. Měřítkem chování nemá být konání absolutního dobra, ale míra pozitivních pocitů a prospěch, které provázejí jednání z pohledu jednajícího. Církev Satanova neprovádí žádné člověku či zvířeti nebezpečné rituály, jeho vyznavači neznesvěcují hřbitovy a Církev Satanova ani nenabádá k žádným jiným trestním činům.
Pokud jde o Satana samotného, jeho jméno je používáno jen v podobě jakéhosi symbolu a ne jako živoucí, historicky dokázanou osobu, pro upoutání pozornosti a možná i pro určitou filosofickou podobnost LaVeyových názorů s různými literárními ztvárněními Satana (jako jedince myslícího jen na sebe a bouřliváka, kterému se příčí poslouchat pravidla jiných, byť by je stanovil sám Bůh).

## Symbolika
LaVeyův satanismus používá víceméně stejnou symboliku jako ostatní větve satanismu. Mezi nejznámější patří kupříklad pentagram, jednak tzv. bafomet, obrácený pentagram s případně domalovanou hlavou kozla (původně se jedná o židovské obětní zvíře, vyhnané za hříchy starozákonního lidu na poušť), častým symbolem je i obrácený kříž, satanský obrácený kříž jako takový nemá nic společného s křížem (krucifixem) sv. Petra, což je symbol papežského řádu.

## Satanská bible
Satanská bible je hlavní knihou LaVeyova nábožensko-filozofického systému. Napsána byla roku 1969 Antonem Szandorem LaVeyem a jsou v ní popsány hlavní myšlenky této filosofie. Taktéž jsou v ní popsány určité magické rituály, jež vycházejí především z díla okultisty Aleistera Crowleyho. Kniha je dělená obdobně jako Nový zákon do čtyř knih: Satanova, Luciferova, Belialova a Leviathanova. Jména čtyř mytických bytostí spojených se zlem jednak znázorňují čtyři živly, jednak se staví do protikladu ke čtyřem evangelistům.

### Satanské devatero
Jedná se o značně reprezentativní vzorek Satanské Bible, hlavní knihy LaVeyova satanismu. Je to jakýsi protiklad k křesťanskému desateru.
1. Satan znamená ukájení choutek, nikoli odříkání!
2. Satan znamená živoucí existenci, nikoli vymyšlené spirituální báchorky!
3. Satan znamená neposkvrněnou moudrost, nikoli pokrytecký sebeklam!
4. Satan znamená laskavost k těm, kdo ji zasluhují, nikoli lásku vyplýtvanou na nevděčníky!
5. Satan znamená pomstu, nikoli nastavení druhé tváře!
6. Satan znamená odpovědnost vůči odpovědným, nikoli péči o psychické upíry!
7. Satan znamená člověka jako pouhé zvíře, někdy lepšího, mnohem častěji však horšího než ti, co kráčejí po čtyřech, člověka, jenž se kvůli „božskému duchovnímu a intelektuálnímu vývoji“ stal nejzkaženějším zvířetem!
8. Satan znamená všechny takzvané hříchy, jelikož vedou k mentálnímu, emočnímu nebo tělesnému uspokojení.
9. Satan je nejlepším přítelem, jakého kdy církev měla, jelikož ji po celá ta léta pomáhal udržovat v chodu!